# Milroy (Indiana)
Milroy es un lugar designado por el censo ubicado en el condado de Rush en el estado estadounidense de Indiana. En el Censo de 2010 tenía una población de 604 habitantes y una densidad poblacional de 352,27 personas por km².

## Geografía
Milroy se encuentra ubicado en las coordenadas 39°29′53″N 85°28′3″O / 39.49806, -85.46750. Según la Oficina del Censo de los Estados Unidos, Milroy tiene una superficie total de 1.71 km², de la cual 1.71 km² corresponden a tierra firme y (0%) 0 km² es agua.

## Demografía
Según el censo de 2010, había 604 personas residiendo en Milroy. La densidad de población era de 352,27 hab./km². De los 604 habitantes, Milroy estaba compuesto por el 96.85% blancos, el 0.17% eran afroamericanos, el 1.16% eran amerindios, el 0.17% eran asiáticos, el 0% eran isleños del Pacífico, el 0.33% eran de otras razas y el 1.32% pertenecían a dos o más razas. Del total de la población el 1.82% eran hispanos o latinos de cualquier raza.